# Максимково (Кувшиновский район)
Макси́мково — деревня в Кувшиновском районе Тверской области России. Относится к Большекузнечковскому сельскому поселению.
Находится к северо-востоку от Кувшиново, в 1 км к югу от деревни Большое Кузнечково.
Население по переписи 2002 года — 3 человека, 1 мужчина, 2 женщины.

## История
Во второй половине XIX — начале XX века деревня Максимово (Максимково) входила в Бараньегорскую волость Новоторжского уезда Тверской губернии. В 1884 году — 19 дворов, 115 жителей.
В 1940 году Максимково в составе Бараньегорского сельсовета Каменского района Калининской области.
В 1997 году — 2 хозяйства, 3 жителя.